# تپه گورستان شنستق بالا
تپه گورستان شنستق بالا مربوط به دوران‌های تاریخی پس از اسلام است و در شهرستان تاکستان، بخش خرمدشت روستای شنستق پایین واقع شده و این اثر در تاریخ ۲۵ اسفند ۱۳۷۹ با شمارهٔ ثبت ۳۶۷۷ به‌عنوان یکی از آثار ملی ایران به ثبت رسیده است.